# Дубай, Орест
Орест Дубай (словац. Orest Dubay; род. 15 августа 1919 г. Велика Поляна — ум. 2 октября 2005 г. Братислава) — один из крупнейших словацких художников и графиков XX века, профессор.

## Жизнь и творчество
О.Дубай принадлежал к академической школе живописи.
Родился в семье русинского происхождения в селе Велика Поляна округа Снина, которое ныне не существует (было затоплено, а жители были переселены). Среднее школьное образование получил в Мукачевской русской гимназии.
В 1939—1943 годах он изучает живопись и графику в Высшей художественной школе (SVŠT) Братиславы. В 1948—1981 годах преподавал на факультете живописи педагогического факультета Братиславского университета Коменского. Затем был ректором Высшей художественной школы, почётный член Флорентийской Академии искусств.
О.Дубай — один из наиболее известных графиков Словакии в период после Второй мировой войны. Выставлялся на родине и за границей с 1943 года (в 1959 — первая персональная выставка в Чехословакии). Затем следовали выставки работ художника в Берлине, Москве, Багдаде, Будапеште, Ростоке, Дюссельдорфе, Варне, Флоренции, Улан-Баторе, Каире и др. В 1980 году он создаёт графический цикл Dvanásť grafík, посвящённый природе Татр. Член общества художников и любителей графики (с 1948 года). В 1989 году передал значительную часть своих работ Художественному музею в Гуменном.

## Награды
В 1977 году художнику было присвоено звание Народного художника, а также Большой приз на биеннале словацкой графики в Банска-Бистрица. В 1981 году вновь был награждён премией на конкурсе современной словацкой графики в Банска-Бистрица.